# Tomás Borge

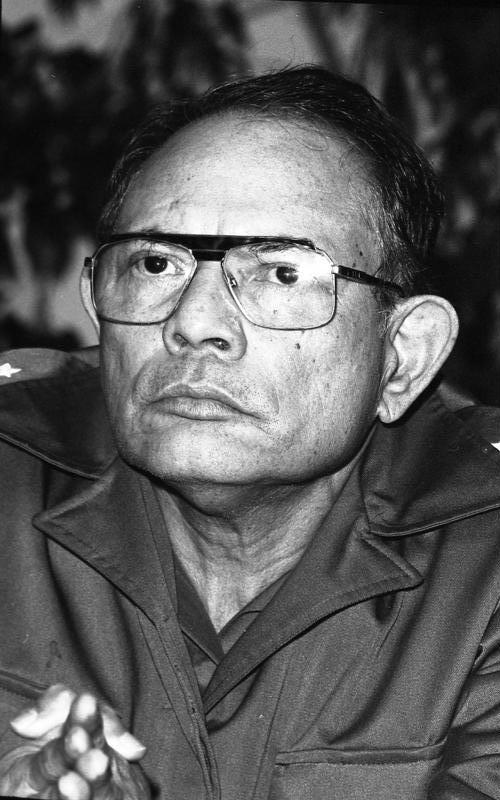
Tomás Borge Martínez

Tomás Borge Martínez (* 13. August 1930 in Matagalpa; † 30. April 2012 in Managua) war ein nicaraguanischer Politiker und Schriftsteller. Er war unter der Regierung von Daniel Ortega Innenminister und der letzte lebende Mitgründer der Sandinistischen Partei (FSLN).

## Politischer Werdegang
Von 1956 bis 1959 war Borge inhaftiert, da er Mitwisser eines geplanten Attentats auf den damaligen Präsidenten Anastasio Somoza García gewesen sein soll. Während dieser Zeit wurde er auch im Gefängnis El Hormiguero gefangen gehalten und gefoltert. 1959 gelang es ihm, über Honduras und El Salvador nach Costa Rica zu fliehen. Nach der Revolution von 1979 wurde Borge Innenminister. In einem Gerichtsprozess wurde er gefragt, wie er seine Folterer bestrafen lassen würde. Er soll darauf geantwortet haben: „Meine Strafe ist zu vergeben.“
Während seiner Amtszeit als Innenminister unterstand ihm auch der nicaraguanische Geheimdienst, der Directorio General para la Seguridad del Estado (DGSE), der von Reinaldo Gregorio Lenín Cerna Juárez geleitet wurde. Daher verfügte Borge seit 1980 über enge Beziehungen zum Ministerium für Staatssicherheit der DDR.
Borge veröffentlichte mehrere Bücher über die nicaraguanische Revolution und den Sandinismus. Später führte er ein Hotel in Managua und war Mitglied des nicaraguanischen Parlaments. Anfang 2007 ist er von der neuen sandinistischen Regierung unter Daniel Ortega als nicaraguanischer Botschafter in Peru eingesetzt worden.
Borge starb am 30. April 2012 in Managua an einem Lungenleiden. Möglicherweise litt er an Krebs.

## Künstlerische Resonanz
Das Zitat Meine Rache ist zu vergeben verarbeitete der Liedermacher Gerhard Schöne in dem Lied Meine Rache, das auf der 1988 einstandenen LP Du hast es nur noch nicht probiert veröffentlicht ist.

## Veröffentlichungen (Auswahl)
- Die Revolution kämpft gegen die Theologie des Todes. Reden eines führenden Sandinisten zur Aufgabe der Christen im neuen Nicaragua. Edition liberación, Münster 1984, ISBN 3-923792-15-8.
- Tagesanbruch gegen den Tod. Zu Krieg und Frieden in Nicaragua. Peter Hammer, Wuppertal 1988, ISBN 3-87294-255-7.
- Mit rastloser Geduld. Aus dem nicaraguanischen Spanisch von Lutz Kliche. Peter Hammer, Wuppertal 1990, ISBN 3-87294-409-6. (Autobiografie)